# Дульса I (графиня Провансу)
Дульса (Дульсія) I (фр. Douce de Provence; 1090 — бл. 1130) — графиня Провансальська і Жеводанська в 1112—1130 роках.

## Життєпис
Старша донька Жильдера де Мійо, графа Жеводану, і Герберги, графині Провансу. Народилася близько 1090 року. 1111 року загинув її батько. 112 року вийшла заміж за графа Барселони. Того ж року мати Дульси зробила її та чоловіка співграфами Провансу, третину графства Жеводан, передала половину графства Карлат і частину графства Руерг.
1113 року Дульса I видала акт, згідно зя ким фактичним правителем Провансу став її чоловік Рамон-Беренгер III. Це сприяинило повстання роду Брюсанс-Пальоль з м. Екс. 1115 року помирає її мати. 1116 року чоловік Дульси I за підтримки роду Бо придушив повстання, передавши землі ворохобників шваргу — Раймунду де Бо.
У 1120 році почалося протистояння з Альфонсом Журденом, графом Тулузьким, за Провансальський маркизат, що завершилося 1125 року. За умовами мирного договору Провансальське графство залишилось за Дульсою I та її чоловіком, Провансальський маркизат перейшов остаточно до Тулузького дому. Графство Форкальк'є визнало зверхність Альфонса Журдена. Втім там вплив скоріше мав Рамон-Беренгер III. Крім того, він зберіг за собою кілька анклавів на Прованському маркізаті: частину Аржансу, графство Конта-Венессен, половину міст Авіньйон, Сорг, Ле-Понт, замки Тор і Комон.
Померла Дульса I 1130 року. Провансальське графство успадкував її син Беренгер-Рамон

## Родина
Чоловік — Рамон-Беренгер III, граф Барселони
Діти:
- Альмодіс (1126—1164) — дружина Понса I де Кервера
- Беренгарія (1116—1149) — дружина Альфонсо VII, короля Кастилії
- Рамон-Беренгер (1113/1114—1162) — граф Барселони у 1131—1162 роках
- Беренгер-Рамон (бл.1115—1144) — граф Провансу у 1131—1144 роках
- Бернад (1117)
- Стефанія (1118—бл. 1131) — дружина Кентулі III, графа Біггор
- Мафальда (бл. 1120—бл.1157) — дружина Вільгельма Рамона I, графа Кастельвель